# Manibia microps
Manibia microps là một loài chân đều trong họ Platyarthridae. Loài này được Barnard miêu tả khoa học năm 1932.